# Hesso de Bade-Hachberg
Hesso de Bade-Hachberg († 1410) fut margrave de Bade-Hachberg et seigneur de Höhingen de 1386 à 1410.

## Biographie
Hesso est un fils de Henri IV et de son épouse Anne d'Üsenberg.
Après la mort au combat de son frère ainé le margrave Othon Ier lors de la bataille de Sempach en 1386 il assume le pouvoir conjointement avec son frère Jean de Bade-Hachberg. En 1390 Hesso et son fils sont mentionnés comme vassaux du comte Hans de Habsbourg, qui leur inféode Prechtal. En cas de décès sans héritiers, le fief devrait revenir à Hesso et à ses descendants en toute  propriété. Cet événement survient en 1408. Cependant la maison de Fürstenberg revendique aussi l'héritage, et un long conflit en résulte. En 1409/1410 une sentence arbitrale concède la moitié Prechtal à chacune des parties et instaure une règle de condominium sur le fief entre Bade et Fürstenberg qui perdure jusqu'en 1806. En 1392 Hesso achète à  Werner von Hornberg sa part du château de Höhingen dont il possédait déjà l'autre partie. Il acquiert aussi le château de Triberg  au même Werner von Hornberg.

## Union et postérité
Hesso aurait épousé  Agnès de Geroldseck qui lui donne trois fils :
- Henri fiancé en 1390 avec Margueritte de Nellenburg ; le mariage n'a pas lieu car Henri décède avant.
- Hesso
- Othon qui lui succède.

Il épouse en secondes noces en 1381 Marguerite, une fille du Palatin de Tübingen avec qui il a une fille.
- Marguerite épouse en 1405 Frédéric de Leiningen.